# Mexico (Missouri)
Mexico é uma cidade localizada no estado americano de Missouri, no Condado de Audrain.

## Demografia
Segundo o censo americano de 2000, a sua população era de 11.320 habitantes.
Em 2006, foi estimada uma população de 11.016, um decréscimo de 304 (-2.7%).

## Geografia
De acordo com o United States Census Bureau tem uma área de
30,3 km², dos quais 29,4 km² cobertos por terra e 0,9 km² cobertos por água.

## Localidades na vizinhança
O diagrama seguinte representa as localidades num raio de 24 km ao redor de Mexico.